# Acceleració (relativitat especial)
Les acceleracions en relativitat especial (SR) segueixen, com en la mecànica newtoniana, per la diferenciació de la velocitat respecte al temps. A causa de la transformació de Lorentz i la dilatació del temps, els conceptes de temps i distància es tornen més complexos, la qual cosa també condueix a definicions més complexes d'"acceleració". SR com a teoria de l'espai-temps pla de Minkowski segueix vàlida en presència d'acceleracions, perquè la relativitat general (GR) només cal quan hi ha una curvatura de l'espai-temps causada pel tensor energia-moment (que està determinat principalment per la massa). No obstant això, atès que la quantitat de curvatura espai-temps no és particularment alta a la Terra o als seus voltants, la SR segueix sent vàlida per a la majoria de propòsits pràctics, com ara experiments amb acceleradors de partícules.
Es poden derivar fórmules de transformació per a acceleracions ordinàries en tres dimensions espacials (acceleració de tres o acceleració de coordenades) mesurades en un marc de referència inercial extern, així com per al cas especial d'acceleració adequada mesurada per un acceleròmetre comòbil. Un altre formalisme útil és l'acceleració de quatre, ja que els seus components es poden connectar en diferents marcs inercials mitjançant una transformació de Lorentz. També es poden formular equacions de moviment que connecten acceleració i força. Les equacions per a diverses formes d'acceleració dels cossos i les seves línies corbes del món se segueixen d'aquestes fórmules per integració. Els casos especials ben coneguts són el moviment hiperbòlic per a una acceleració adequada longitudinal constant o el moviment circular uniforme. Finalment, també és possible descriure aquests fenòmens en marcs accelerats en el context de la relativitat especial, vegeu Marc de referència adequat (espai-temps pla). En aquests marcs, sorgeixen efectes anàlegs als camps gravitatoris homogenis, que tenen algunes similituds formals amb els camps gravitatoris reals i no homogenis de l'espai-temps corbat en la relativitat general. En el cas del moviment hiperbòlic es poden utilitzar les coordenades de Rindler, en el cas del moviment circular uniforme es poden utilitzar les coordenades de Born.
Pel que fa al desenvolupament històric, les equacions relativistes que contenen acceleracions ja es poden trobar en els primers anys de la relativitat, tal com es resumeix en els primers llibres de text de Max von Laue (1911, 1921)  o Wolfgang Pauli (1921). Per exemple, les equacions de moviment i les transformacions d'acceleració es van desenvolupar en els articles de Hendrik Antoon Lorentz (1899, 1904), Henri Poincaré (1905), Albert Einstein (1905). Max Planck (1906), i acceleració de quatre, acceleració adequada, moviment hiperbòlic, marcs de referència accelerats, rigidesa nascuda, han estat analitzats per Einstein (1907),  Hermann Minkowski (1907, 1908),  Max Born (1909), Gustav Herglotz (1909), Arnold Sommerfeld (1910), von Laue (1911), Friedrich Kottler (1912, 1914), vegeu l'apartat d'història.

## Tres acceleracions
D'acord tant amb la mecànica newtoniana com amb la SR, acceleració de tres acceleracions o coordenades {\displaystyle \mathbf {a} =\left(a_{x},\ a_{y},\ a_{z}\right)} és la primera derivada de la velocitat {\displaystyle \mathbf {u} =\left(u_{x},\ u_{y},\ u_{z}\right)} respecte al temps de coordenades o la segona derivada de la localització {\displaystyle \mathbf {r} =\left(x,\ y,\ z\right)} pel que fa al temps de coordenades:
{\displaystyle \mathbf {a} ={\frac {d\mathbf {u} }{dt}}={\frac {d^{2}\mathbf {r} }{dt^{2}}}}
Tanmateix, les teories difereixen fortament en les seves prediccions pel que fa a la relació entre les tres acceleracions mesurades en diferents marcs inercials. En la mecànica newtoniana, el temps és absolut {\displaystyle t'=t} d'acord amb la transformació galileana, per tant, l'acceleració de tres que se'n deriva també és igual en tots els marcs inercials:
{\displaystyle \mathbf {a} =\mathbf {a} '}.
Al contrari en SR, tots dos {\displaystyle \mathbf {r} } i {\displaystyle t} depenen de la transformació de Lorentz, per tant també de l'acceleració de tres {\displaystyle \mathbf {a} } i els seus components varien en diferents marcs inercials. Quan la velocitat relativa entre els fotogrames es dirigeix en la direcció x per {\displaystyle v=v_{x}} amb {\displaystyle \gamma _{v}=1/{\sqrt {1-v^{2}/c^{2}}}} com a factor de Lorentz, la transformació de Lorentz té la forma (1a)
{\displaystyle {\begin{array}{c|c}{\begin{aligned}x'&=\gamma _{v}(x-vt)\\y'&=y\\z'&=z\\t^{\prime }&=\gamma _{v}\left(t-{\frac {v}{c^{2}}}x\right)\end{aligned}}&{\begin{aligned}x&=\gamma _{v}(x'+vt')\\y&=y'\\z&=z'\\t&=\gamma _{v}\left(t'+{\frac {v}{c^{2}}}x'\right)\end{aligned}}\end{array}}}
o per a velocitats arbitràries {\displaystyle \mathbf {v} =\left(v_{x},\ v_{y},\ v_{z}\right)} de magnitud {\displaystyle |\mathbf {v} |=v} :
{\displaystyle {\begin{array}{c|c}{\begin{aligned}\mathbf {r} '&=\mathbf {r} +\mathbf {v} \left[{\frac {\left(\mathbf {r\cdot v} \right)}{v^{2}}}\left(\gamma _{v}-1\right)-t\gamma _{v}\right]\\t^{\prime }&=\gamma _{v}\left(t-{\frac {\mathbf {r\cdot v} }{c^{2}}}\right)\end{aligned}}&{\begin{aligned}\mathbf {r} &=\mathbf {r} '+\mathbf {v} \left[{\frac {\left(\mathbf {r'\cdot v} \right)}{v^{2}}}\left(\gamma _{v}-1\right)+t'\gamma _{v}\right]\\t&=\gamma _{v}\left(t'+{\frac {\mathbf {r'\cdot v} }{c^{2}}}\right)\end{aligned}}\end{array}}}
Per esbrinar la transformació de l'acceleració de tres, cal diferenciar les coordenades espacials {\displaystyle \mathbf {r} } i {\displaystyle \mathbf {r} '} de la transformació de Lorentz respecte a {\displaystyle t} i {\displaystyle t'}, de la qual la transformació de tres velocitats (també anomenada fórmula d'addició de velocitat) entre {\displaystyle \mathbf {u} } i {\displaystyle \mathbf {u} '} segueix, i eventualment per una altra diferenciació respecte a {\displaystyle t} i {\displaystyle t'} la transformació de tres acceleracions entre {\displaystyle \mathbf {a} } i {\displaystyle \mathbf {a} '} segueix. A partir de (1a ), aquest procediment dóna la transformació on les acceleracions són paral·leles (direcció x) o perpendiculars (direcció y, z) a la velocitat:
{\displaystyle {\begin{array}{c|c}{\begin{aligned}a_{x}^{\prime }&={\frac {a_{x}}{\gamma _{v}^{3}\left(1-{\frac {u_{x}v}{c^{2}}}\right)^{3}}}\\a_{y}^{\prime }&={\frac {a_{y}}{\gamma _{v}^{2}\left(1-{\frac {u_{x}v}{c^{2}}}\right)^{2}}}+{\frac {a_{x}{\frac {u_{y}v}{c^{2}}}}{\gamma _{v}^{2}\left(1-{\frac {u_{x}v}{c^{2}}}\right)^{3}}}\\a_{z}^{\prime }&={\frac {a_{z}}{\gamma _{v}^{2}\left(1-{\frac {u_{x}v}{c^{2}}}\right)^{2}}}+{\frac {a_{x}{\frac {u_{z}v}{c^{2}}}}{\gamma _{v}^{2}\left(1-{\frac {u_{x}v}{c^{2}}}\right)^{3}}}\end{aligned}}&{\begin{aligned}a_{x}&={\frac {a_{x}^{\prime }}{\gamma _{v}^{3}\left(1+{\frac {u_{x}^{\prime }v}{c^{2}}}\right)^{3}}}\\a_{y}&={\frac {a_{y}^{\prime }}{\gamma _{v}^{2}\left(1+{\frac {u_{x}^{\prime }v}{c^{2}}}\right)^{2}}}-{\frac {a_{x}^{\prime }{\frac {u_{y}^{\prime }v}{c^{2}}}}{\gamma _{v}^{2}\left(1+{\frac {u_{x}^{\prime }v}{c^{2}}}\right)^{3}}}\\a_{z}&={\frac {a_{z}^{\prime }}{\gamma _{v}^{2}\left(1+{\frac {u_{x}^{\prime }v}{c^{2}}}\right)^{2}}}-{\frac {a_{x}^{\prime }{\frac {u_{z}^{\prime }v}{c^{2}}}}{\gamma _{v}^{2}\left(1+{\frac {u_{x}^{\prime }v}{c^{2}}}\right)^{3}}}\end{aligned}}\end{array}}}
o a partir de (1b) aquest procediment dóna el resultat per al cas general de direccions arbitràries de velocitats i acceleracions:
{\displaystyle {\begin{aligned}\mathbf {a} '&={\frac {\mathbf {a} }{\gamma _{v}^{2}\left(1-{\frac {\mathbf {v\cdot u} }{c^{2}}}\right)^{2}}}-{\frac {\mathbf {(a\cdot v)v} \left(\gamma _{v}-1\right)}{v^{2}\gamma _{v}^{3}\left(1-{\frac {\mathbf {v\cdot u} }{c^{2}}}\right)^{3}}}+{\frac {\mathbf {(a\cdot v)u} }{c^{2}\gamma _{v}^{2}\left(1-{\frac {\mathbf {v\cdot u} }{c^{2}}}\right)^{3}}}\\\mathbf {a} &={\frac {\mathbf {a} '}{\gamma _{v}^{2}\left(1+{\frac {\mathbf {v\cdot u} '}{c^{2}}}\right)^{2}}}-{\frac {\mathbf {(a'\cdot v)v} \left(\gamma _{v}-1\right)}{v^{2}\gamma _{v}^{3}\left(1+{\frac {\mathbf {v\cdot u} '}{c^{2}}}\right)^{3}}}-{\frac {\mathbf {(a'\cdot v)u} '}{c^{2}\gamma _{v}^{2}\left(1+{\frac {\mathbf {v\cdot u} '}{c^{2}}}\right)^{3}}}\end{aligned}}}
Això vol dir, si hi ha dos marcs inercials {\displaystyle S} i {\displaystyle S'} amb velocitat relativa {\displaystyle \mathbf {v} }, després a {\displaystyle S} l'acceleració {\displaystyle \mathbf {a} } d'un objecte amb velocitat momentània {\displaystyle \mathbf {u} } es mesura, mentre que en {\displaystyle S'} el mateix objecte té una acceleració {\displaystyle \mathbf {a} '} i té la velocitat momentània {\displaystyle \mathbf {u} '}. Igual que amb les fórmules d'addició de velocitat, també aquestes transformacions d'acceleració garanteixen que la velocitat resultant de l'objecte accelerat mai no pot assolir ni superar la velocitat de la llum.

## Quatre acceleracions
Si s'utilitzen quatre vectors en comptes de tres, és a dir {\displaystyle \mathbf {R} } com a quatre posicions i {\displaystyle \mathbf {U} } com a quatre velocitats, després les quatre acceleracions {\displaystyle \mathbf {A} =\left(A_{t},\ A_{x},\ A_{y},\ A_{z}\right)=\left(A_{t},\ \mathbf {A} _{r}\right)} d'un objecte s'obté per diferenciació respecte al temps propi {\displaystyle \mathbf {\tau } } en lloc de coordenades de temps: (2a)
{\displaystyle {\begin{aligned}\mathbf {A} &={\frac {d\mathbf {U} }{d\tau }}={\frac {d^{2}\mathbf {R} }{d\tau ^{2}}}=\left(c{\frac {d^{2}t}{d\tau ^{2}}},\ {\frac {d^{2}\mathbf {r} }{d\tau ^{2}}}\right)\\&=\left(\gamma ^{4}{\frac {\mathbf {u} \cdot \mathbf {a} }{c}},\ \gamma ^{4}{\frac {(\mathbf {a} \cdot \mathbf {u} )\mathbf {u} }{c^{2}}}+\gamma ^{2}\mathbf {a} \right)\end{aligned}}}
on {\displaystyle \mathbf {a} } és l'acceleració de tres de l'objecte i {\displaystyle \mathbf {u} } les seves tres velocitats de magnitud momentània {\displaystyle |\mathbf {u} |=u} amb el factor de Lorentz corresponent {\displaystyle \gamma =1/{\sqrt {1-u^{2}/c^{2}}}}. Si només es considera la part espacial, i quan la velocitat es dirigeix en la direcció x per {\displaystyle u=u_{x}} i només es consideren acceleracions paral·leles (direcció x) o perpendiculars (direcció y, z) a la velocitat, l'expressió es redueix a:
{\displaystyle \mathbf {A} _{r}=\mathbf {a} \left(\gamma ^{4},\ \gamma ^{2},\ \gamma ^{2}\right)}
A diferència de l'acceleració de tres que s'ha comentat anteriorment, no és necessari derivar una nova transformació per a l'acceleració de quatre, perquè com passa amb tots els quatre vectors, els components de {\displaystyle \mathbf {A} } i {\displaystyle \mathbf {A} '} en dos fotogrames inercials amb velocitat relativa {\displaystyle v} estan connectats per una transformació de Lorentz anàloga a (1a, 1b). Una altra propietat dels quatre vectors és la invariància del producte interior {\displaystyle \mathbf {A} ^{2}=-A_{t}^{2}+\mathbf {A} _{r}^{2}} o la seva magnitud {\displaystyle |\mathbf {A} |={\sqrt {\mathbf {A} ^{2}}}}, que dóna en aquest cas:
{\displaystyle |\mathbf {A} '|=|\mathbf {A} |={\sqrt {\gamma ^{4}\left[\mathbf {a} ^{2}+\gamma ^{2}\left({\frac {\mathbf {u} \cdot \mathbf {a} }{c}}\right)^{2}\right]}}}